# Rio Grande (Brasilien)
Der 1.360 km lange Rio Grande [ˌχiu ˈɡɾãd͡ʒi] ist der linke Quellfluss des Paraná in Brasilien/Südamerika. 

## Flusslauf
Der Fluss entspringt in Brasilien im Süden des Bundesstaats Minas Gerais in der Serra da Mantiqueira. Von dort fließt das Wasser des Rio Grande hauptsächlich in westliche Richtung und wird durch Wasserkraftwerke zu mehreren, teils sehr großen Stauseen aufgestaut. Schließlich vereinigt sich der Rio Grande im Ilha-Solteira-Stausee (1195 km², 21,06 km³) mit dem Paranaíba zum Paraná.
Für die Regulierung der Wasserführung des Rio Grande ist der Furnas-Stausee bedeutend. Normalerweise füllt er sich während der Regenzeit von November bis April, um dann während der Trockenzeit von Mai bis Oktober geleert zu werden. Der Furnas-Stausee ist sowohl bzgl. der Fläche als auch bzgl. des Volumens der siebtgrößte Stausee Brasiliens.

## Kraftwerke und Stauseen
Flussabwärts gesehen wird der Rio Grande durch die folgenden Kraftwerke aufgestaut:
| Kraftwerk                       | Betreiber | Max. Leistung (MW) | Stausee        | Oberfläche (km²) | Volumen (km³) |
| ------------------------------- | --------- | ------------------ | -------------- | ---------------- | ------------- |
| Camargos                        | CEMIG     | 046                | Camargos       | 050,47           | 00,792        |
| Itutinga                        | CEMIG     | 052                | Itutinga       |                  |               |
| Funil                           | CEMIG     | 0180               | Funil          |                  |               |
| Furnas                          | FCS       | 1216               | Furnas         | 1320             | 22,95         |
| Mascarenhas de Moraes           | FCS       | 0476               | Peixoto        | 0250             | 04,04         |
| Luís Carlos Barreto de Carvalho | FCS       | 1050               | Estreito       | 046,7            | 01,418        |
| Jaguara                         | CEMIG     | 0424               | Jaguara        | 030              | 00,47         |
| Igarapava                       | CEMIG     | 0210               | Igarapava      |                  |               |
| Volta Grande                    | CEMIG     | 0380               | Volta Grande   |                  | 02,244        |
| Porto Colômbia                  | FCS       | 0320               | Porto-Colômbia | 0143             | 01,525        |
| Marimbondo                      | FCS       | 1440               | Marimbondo     | 0438             | 06,15         |
| Água-Vermelha                   |           |                    | Água-Vermelha  | 0647             | 11,1          |

Siehe auch: Liste der längsten Flüsse der Erde